# Bridge International Academies
Bridge International Academies — американская частная компания, создавшая одну из крупнейших в мире сетей недорогих негосударственных начальных школ в Кении и постепенно распространяющая её на другие страны Африки (Уганда, Нигерия) и Азии (Индия).

## Организация
Компания Bridge International Academies основана в 2007 году Филом Фреем (англ. Phil Frei) и супругами Джей Киммельман (англ. Jay Kimmelman) и Шеннон Май (англ. Shannon May), по следам наблюдения последних за неудовлетворительной, на их взгляд, системой образования в сельских районах Китая.
Руководит компанией (CEO) — Джей Киммельман.
Шеннон Май занимает в компании должность научного руководителя (CSO).
Фил Фрей является президентом компании.
Штаб-квартира Bridge International Academies расположена в столице Кении Найроби и США.
Сеть школ развивается под торговой маркой (в перспективе франшизой) Academy-in-a-Box — «школа из коробки», подчёркивающей простоту запуска и масштабирования отработанной бизнес-модели.
Bridge International Academies получила финансирование от Pearson Education, Сети Омидьяра (2009), Фонда Мулаго, Jasmine Social Investments, Deutsche Bank, Фонда Билла и Мелинды Гейтс, Khosla Ventures, а также других инвесторов и филантропов.

## Деятельность
Bridge International Academies создана для организации масштабируемой модели по обеспечению доступа к качественному образованию детей, чьи семьи находятся у основания экономической пирамиды — получают доходы менее 2 долларов США в день на человека.
Стоимость обучение в школах Bridge International Academies в среднем составляет 4-7 долларов США в месяц на ученика (11 месяцев в году), что ниже обычных школьных сборов в «бесплатных» государственных кенийских школах.
Таких результатов удалось добиться за счёт высокой технологичности и стандартизации процессов запуска и обучения, а также масштабов деятельности.
Все детали по выбору места, строительства корпусов (несколько стандартных проектов), найма подрядчиков и персонала, подготовке последнего, маркетинга, программ и процесса обучения, наглядных, раздаточных и расходных материалов, контроля результатов, взаимодействия с родителями и оплаты тщательно продуманы и стандартизированы.
Это позволило получить значительную экономию на каждом этапе, а также сделать школы привлекательными для всех стейкхолдеров.
Например, в качестве платёжного агента для выставления счетов и оплаты используется лидер кенийского рынка мобильных платежей M-PESA, что вместе с использованием информационных технологий и автоматизацией на каждом этапе позволило выполнять все административные функции одному человеку — директору школы.
Также на мобильные технологии возлагается большая часть задач по координации обучения.
Другим примером высокой стандартизации является учебная программа, которая по шагам расписывает уроки, вплоть до того, что и в какой момент должен сказать учитель в зависимости от обстоятельств, выводя эти данные на планшеты/смартфоны преподавателей.
Программы/сценарии создаются специалистами, в том числе и из Кембриджа.
Это позволило подготовить («натаскать») менее квалифицированных и соответственно менее оплачиваемых учителей при более высоких результатах.
С другой стороны, такой подход позволил предоставить рабочие места более широкому кругу специалистов, получая большую отдачу от их деятельности.

## Показатели деятельности
Первая школа сети открылась в трущобах Найроби в Мукуру в январе 2009 года, вторая была запущена через несколько месяцев.
На 2010 год, находясь ещё в процессе тестирования модели, Bridge International Academies открыла 12 школ в Найроби.
По данным выборочного исследования в 2011 году, успеваемость учеников Bridge International Academies была на 60-100 % выше, чем в государственных школах.
По данным Фонда Шваба на 2013 год бюджет компании составлял 11 млн долларов США при операционной рентабельности в 73%.
На конец года компанией было открыто 259 школ, в которых обучалось 80 000 воспитанников (1% от школьников Кении) и работало 3 000 человек.
По данным USAID успеваемость по чтению была на 35%, а по математике на 19% выше чем в государственных школах.
К апрелю 2014 года компания построила 300 начальных школ в Кении и обучала 100 000 школьников; при этом открывая новую школу каждые 2,5 дня. На этот момент компания не являлась прибыльной и планировала выйти на безубыточность в 2016 году достигнув 500 000 учащихся.
На март 2015 года в сети компании было более 400 школ, где обучалось более 126 000 учеников.

## Оценки
Bridge International Academies критикуют за механистический подход к обучению, лишающий учителя творчества.
Создатели «Академий» парируют, указывая на то, что лишение творчества учителя не отбирает творчества у учеников, которое заложено в программах, а также указывают на высокую практическую результативность подобного подхода.
В 2014 году создатели Bridge International Academies Джей Киммельман и Шеннон Май были названы Фондом Шваба социальными предпринимателями года.